# RECCO
Pour les articles homonymes, voir Recco.
Le système de secours RECCO est un dispositif électronique permettant de localiser une victime ensevelie en cas d’accident d'avalanche ou toute personne perdue dans la nature tout au long de l'année.

## Historique
Le système de secours RECCO a été développé par Magnus Granhed qui fut témoin d'une avalanche accidentelle, à Åre, en Suède, en 1973. Il remontait sur le téléski vers le Mörvikshummeln quand il entendit un grondement énorme. Une avalanche avait déferlé sur les pentes très raides de Svartberget. Le bilan fut terrible. Personne ne savait combien de personnes, ou qui, l'avalanche avait emporté sur son passage. « Nous avons commencé à chercher avec nos bâtons de ski », se souvient Magnus. Plus tard, les secouristes sont arrivés avec des sondes et des chiens de sauvetage en avalanche. Après plusieurs heures de recherches, ils retrouvèrent les deux victimes malheureusement décédées.
L'accident à Åre l'incita à réfléchir au développement d'un dispositif de recherche électronique plus rapide pour localiser les personnes ensevelies sous la neige.
Granhed, tout juste diplômé  d'un Master of Science, se tourna vers le professeur Bengt Enander, du département de théorie électromagnétique au Royal Institute of Technology de Stockholm. Ce dernier effectuait des recherches en radiométrie pour étudier les radiations thermiques sur le corps humain et ils s'interrogèrent sur la possibilité d'adapter ces recherches aux victimes d'avalanches. Après quelques tests, ils s'aperçurent que la radiométrie ne fonctionnait pas pour détecter un corps enseveli, la neige étant un milieu trop hétérogène. La solution trouvée fut le radar harmonique, et le concept d'un signal directionnel pouvant localiser un réflecteur, porté en permanence par un skieur.
Au cours de l'hiver 1978-1979, Magnus collabora avec le Royal Institute of Technology de Stockholm pour tester la pénétration des fréquences radioélectriques dans la neige. Tout l'hiver, des ondes radio furent envoyées dans la neige, en faisant varier les fréquences toutes les quelques heures. Une fréquence optimale de pénétration du manteau neigeux fut ainsi atteinte. Il a fallu deux ans à l'équipe d'Enander pour développer un radar harmonique qui pourrait être utilisé pour détecter des réflecteurs passifs.
En 1980-1981, le premier prototype fut développé. Magnus fonda RECCO AB en 1983 et créa rapidement le premier prototype, et bien qu'il fût lourd et encombrant, la technologie fonctionnait.
En 1987, le système RECCO permit pour la première fois, de sauver une victime. Une femme fut localisée depuis un hélicoptère à Lenzerheide, en Suisse.
Depuis 2009, la partie active du système de secours RECCO utilise un détecteur portable, qui peut facilement être transporté par un secouriste à pied ou en hélicoptère. Ces détecteurs sont désormais des équipements standards avec plus de 900 stations de ski, équipes de secours en montagne et parcs dans le monde entier.

## Fonctionnement de la technologie

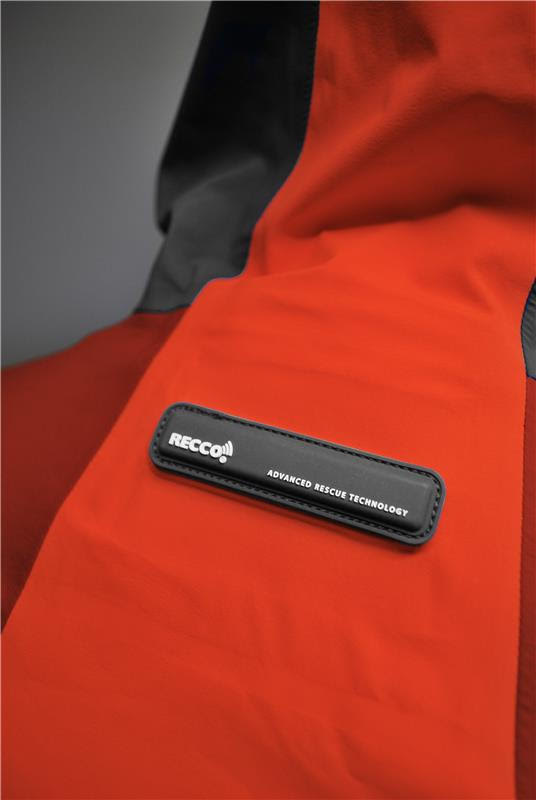
Réflecteur RECCO intégré dans une veste

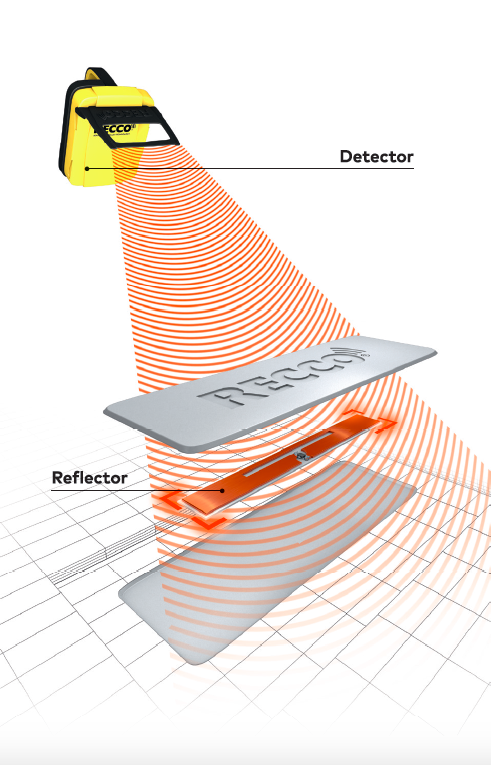
Le fonctionnement de la technologie de secours RECCO.

Le système RECCO est constitué de deux parties : un réflecteur (intégré dans les équipements et vêtements sportifs) et un détecteur (utilisé par les équipes de secours professionnelles).

### Réflecteur de secours RECCO

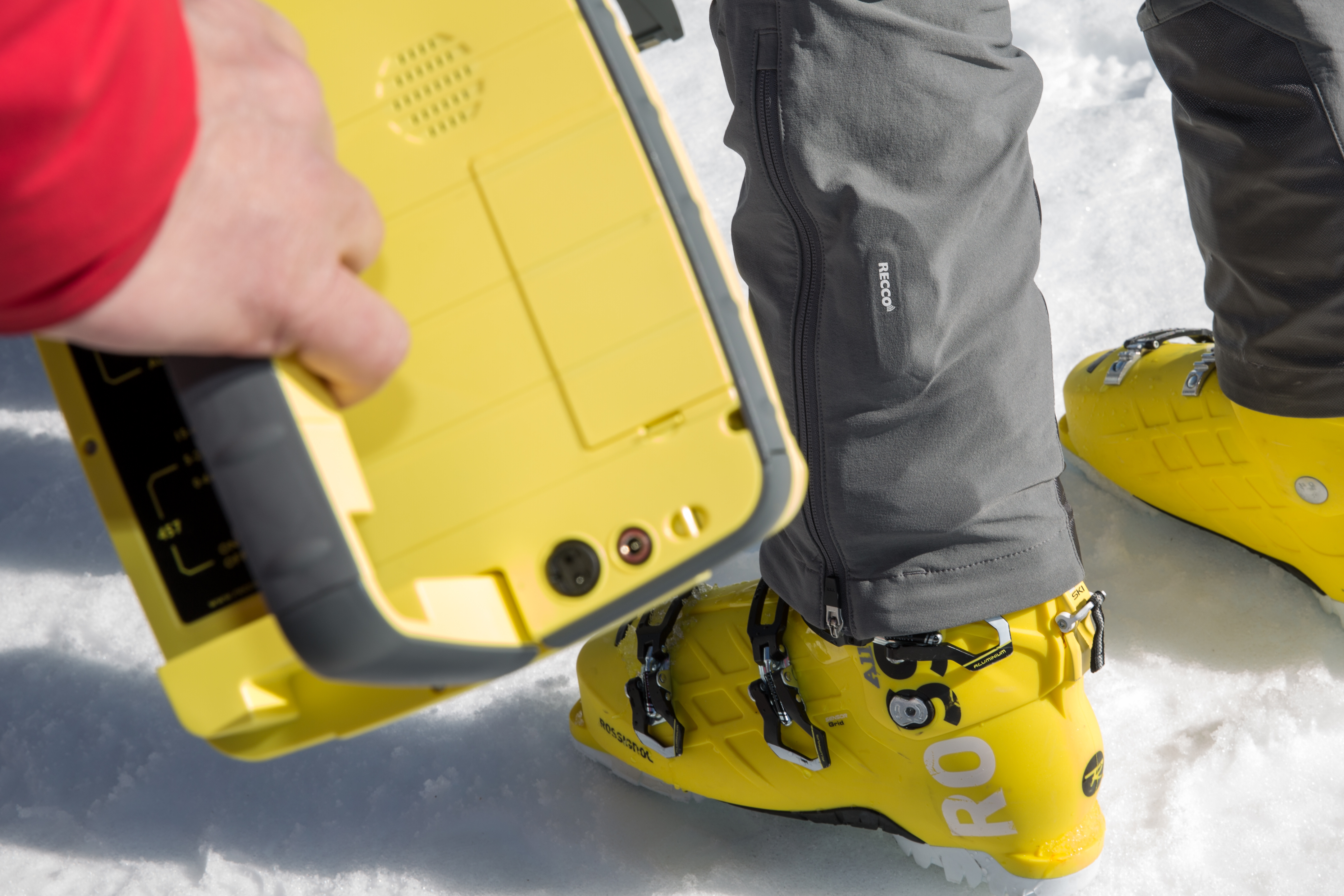
Un réflecteur RECCO intégré dans un pantalon de ski.

Le réflecteur est petit (13 mm × 51 mm × 1,5 mm), et léger (4 g). Ce sont de petites plaquettes composées d’une paire d'antennes et d’une diode. Ce sont des transpondeurs passifs ne nécessitant aucune batterie ou activation pour fonctionner, d’où le qualificatif « passif ».
Les réflecteurs RECCO sont intégrés dans les produits parmi plus de 150 marques, incluant des vestes, pantalons, casques, sacs à dos, protections dorsales, chaussures de ski, DVA, montres et harnais.

### Détecteur portable RECCO
Le détecteur RECCO, utilisé par les services de secours organisés, émet un signal radar directionnel, qui est renvoyé par le réflecteur RECCO intégré dans les équipements. Lorsque le signal radar rencontre le réflecteur RECCO, il est renvoyé vers le détecteur indiquant ainsi aux secouristes qualifiés la direction de la victime. Plus le détecteur se rapproche du réflecteur, plus le signal renvoyé est fort. La combinaison de la direction et de l’intensité du signal permet aux secouristes de localiser la victime.
Le plus récent détecteur RECCO de 9e génération (R9) a été lancé en 2009. Le détecteur pèse 1 kg, ce qui facilite la manipulation et le transport. Le signal envoyé par le détecteur RECCO passe dans l'air, la neige et la glace. Sa portée maximale peut atteindre 20 mètres dans la neige.

## Application lors des opérations de secours

### Secours en avalanche
De nombreuses organisations de secours en montagne, et les services de pistes sont équipés des détecteurs RECCO dans le monde entier pour retrouver des victimes dans une avalanche.
Les équipes de secours professionnelles utilisent les détecteurs RECCO comme une méthode de recherche électronique  complémentaire au DVA, qui n'interfèrent pas avec la recherche DVA, ni le travail des chiens d'avalanche. La recherche avec le détecteur RECCO est très similaire à celle avec un DVA. Le détecteur portable peut localiser les réflecteurs RECCO avec une portée couvrant un couloir de 20 mètres de large dans la coulée d'avalanche. Le détecteur peut être utilisé par un secouriste à pied, à skis ou depuis un hélicoptère qui pointe le détecteur vers la neige.
Une fois qu'un signal est entendu, l'opérateur oriente le détecteur dans la direction du signal le plus fort et suit la tonalité. Plusieurs balayages rapides et entrecroisés sont effectués pour localiser le signal. Une sonde est recommandée pour déterminer la profondeur d'enfouissement.

### Secours Outdoor

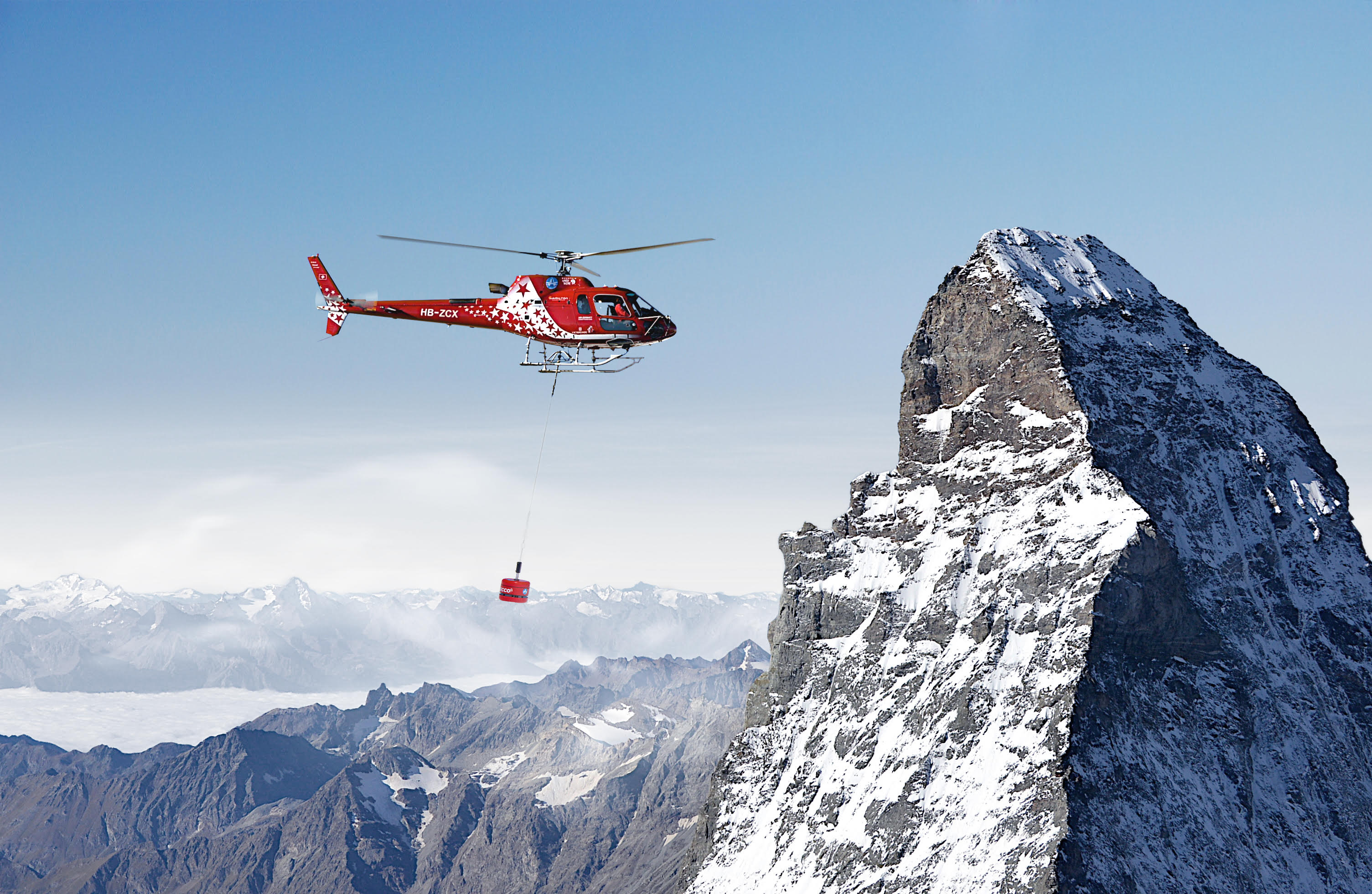
Détecteur hélicoptère RECCO SAR.

En 2015, RECCO a introduit le  RECCO SAR-1 permettant d'étendre l'utilisation de la technologie de secours en avalanches à la recherche et localisation d'une personne disparue dans la nature (en forêt, montagne...).
Le détecteur hélicoptère RECCO SAR-1 est conçu pour couvrir de larges zones et est utilisé par des équipes de secours organisés. Les performances de recherche dépendent de la météo et du terrain. En conditions normales, la recherche s’effectue à 100 m de hauteur, en couloir de 100 m de large, à une vitesse de 100 km/h environ, soit 1 km2 en 6 minutes environ.
Ce dispositif de recherche facilite la recherche de tous les amateurs de sports en plein air équipés de réflecteurs de secours RECCO, allant des skieurs aux randonneurs, en passant par les vététistes, les grimpeurs et les cueilleurs de champignons.

## Capacités
Le système RECCO n'est pas destiné au secours des compagnons et ne remplace pas l'utilisation d'un DVA. Le DVA vous permet d’être localisable par vos compagnons. Le réflecteur de secours RECCO vous permet d’être localisable par des secouristes professionnels. Le système RECCO est un outil complémentaire aux chiens de sauvetage, DVA et sondes, pour les équipes de secours organisés. Cette technologie ne protège pas non plus des avalanches, ni ne garantit la survie ou la localisation d’une victime ou d’une personne perdue.
Le numéro de juin 2016 du Journal of Wilderness and Environmental Medicine rapporte le cas d'un secours en direct d'un skieur équipé de RECCO parti skier hors piste et qui fut enseveli dans une avalanche en Espagne en 2015.